# Thryophilus
Thryophilus – rodzaj ptaków z rodziny strzyżyków (Troglodytidae).

## Rozmieszczenie geograficzne
Rodzaj obejmuje gatunki występujące w Ameryce.

## Morfologia
Długość ciała 12,5–16,5 cm, masa ciała 13,1–28 g.

## Systematyka
Rodzaj zdefiniował w 1864 roku amerykański zoolog Spencer Fullerton Baird w artykule poświęconym przeglądowi amerykańskich ptaków ze zbiorów Smithsonian Institution, opublikowanym w czasopiśmie „Smithsonian Miscellaneous Collections”. Gatunkiem typowym jest (oryginalne oznaczenie) pręgostrzyżyk rdzawy (T. rufalbus).

### Etymologia
Thryophilus: gr. θρυον thruon ‘trzcina’; φιλος philos ‘miłośnik’ – ptaki z tej grupy zostały wcześniej ujęte w rodzaju Thryothorus, ale S.F. Baird w 1864 roku był zmuszony wprowadzić nową nazwę, aby je rozdzielić; nazwa ta odzwierciedla tę relację, a nie preferowane siedlisko.

### Podział systematyczny
Takson wyodrębniony z Thryothorus. Do rodzaju należą następujące gatunki:
- Thryophilus sinaloa S.F. Baird, 1864 – pręgostrzyżyk kreskoszyi
- Thryophilus pleurostictus (P.L. Sclater, 1860) – pręgostrzyżyk czarnoplamy
- Thryophilus rufalbus (Lafresnaye, 1845) – pręgostrzyżyk rdzawy
- Thryophilus sernai Lara, Cuervo, Valderrama, Calderón & Cadena, 2012 – pręgostrzyżyk cynamonowy
- Thryophilus nicefori (Meyer de Schauensee, 1946) – pręgostrzyżyk brązowy